# قطعنامه ۱۹۰۶ شورای امنیت
قطعنامه ۱۹۰۶ شورای امنیت سازمان ملل متحد که در تاریخ ۲۳ دسامبر ۲۰۰۹ تصویب شد، سندی بین‌المللی دربارهٔ بررسی وضعیت در جمهوری دموکراتیک کنگو است. این قطعنامه طی نشست ۶۲۵۳ام با ۱۵ رای موافق، ۰ مخالف و ۰ ممتنع تصویب شد.